# Augusto Timoteo Vandor
Augusto Timoteo Vandor (Bovril, Entre Ríos, 26 de febrero de 1923-Buenos Aires,  30 de junio de 1969) fue un sindicalista argentino, secretario general de la Unión Obrera Metalúrgica de la República Argentina (UOMRA). Fue asesinado con cinco disparos en un atentado en su oficina del gremio.

## Biografía

### Primeros años
Augusto Vandor nació en Bovril, una pequeña localidad entrerriana, al igual que sus hermanas Mercedes y Celina, fruto del matrimonio entre Roberto Vandor y Alberta Facendini.
Antes de cumplir dieciocho años y alistarse en la marina de guerra, Augusto Vandor trabajó en una estación de servicio, en una usina eléctrica y en la Barraca de Enrique Tomé.

### Carrera militar
Cuando contaba con dieciocho años de edad, en 1941, Augusto Timoteo Vandor decidió incorporarse en las filas de la Armada Argentina como suboficial maquinista dentro de la flota naval de la marina. Para eso realizó sus estudios en la Escuela de Mecánica de la Armada.
A los veinticuatro años, en 1947, Vandor decidió pedir su pase a retiro (el cual le fue concedido) y puso fin a su carrera militar retirándose con el rango de cabo primero.

### Trayectoria en el sindicalismo
Luego de tres años de su alejamiento de la carrera militar, comenzó en plantel obrero de la fábrica de Philips, ubicada en Saavedra. Allí fue que obtuvo el sobrenombre de "El Lobo", por haber coqueteado con una joven apodada "Caperucita Roja".
Al poco tiempo fue elegido delegado de base de su sección. Se destacó rápidamente por su capacidad de lucha y negociación. En 1954, durante el segundo gobierno de Perón, lideró exitosamente una huelga que se inició en reclamo de mejoras salariales, logrando de esta forma hacerse conocido en el ámbito de los gremios. Ese mismo año se realizó el Censo Industrial. En una década la rama metalúrgica había pasado de ser el 13,3 % del sector industrial, para ser el 20 %. La UOM había pasado de 6000 a 200.000 afiliados, reemplazando a la Unión Ferroviaria, como el sindicato más poderoso de la CGT.
El golpe de Estado antiperonista de 1955 y la instalación de la dictadura militar autodenominada Revolución Libertadora cambió completamente la situación. Perón debió partir al exilio y fue proscripto, el peronismo fue prohibido, los sindicatos fueron intervenidos y los dirigentes peronistas (y comunistas) fueron perseguidos. Vandor fue encarcelado durante un lapso de seis meses y despedido de Philips. Se destacó en ese momento en la Resistencia Peronista en la clandestinidad.
En 1958, año en el que resultó elegido presidente Arturo Frondizi, se volvió a permitir la actividad sindical. Vandor volvió a aparecer en la escena del sindicalismo, llegando a estar al frente de la Unión Obrera Metalúrgica (U.O.M.).
Pese a las persecuciones el peronismo se reorganizó políticamente y ganó las elecciones intermedias de 1962, dejando en evidencia que los mecanismos que buscaban "desperonizar" a la población estaban fracasando. El triunfo peronista provocó un nuevo golpe de Estado cívico-militar esta vez contra Frondizi, que también fue encarcelado y proscripto. Con el peronismo y el frondizismo prohibidos se realizaron nuevas elecciones en 1963 que ganó Arturo Illia, candidato del ala más antiperonista del radicalismo.
Vandor, desde el poder creciente de la UOM, se convirtió en el principal soporte de la reorganización del peronismo. Perón por su parte decidió volver al país en 1964, con vistas a las elecciones presidenciales de 1967 que se presentaban ampliamente favorables a un triunfo peronista. Vandor dirigió la "Operación Retorno" de 1964 y acompañó a Perón en el avión, pero el retorno de líder justicialista fue prohibido por Illia quien, con la complicidad de la dictadura gobernante en Brasil, hizo detener a Perón en Río de Janeiro para enviarlo nuevamente a España.
El fracaso de la "Operación Retorno" de Perón llevó a Vandor y a muchos dirigentes peronistas a pensar que el regreso de Perón no iba a ser posible y que era necesario un "peronismo sin Perón", que prescindiera del liderazgo del fundador del movimiento. Vandor fue la cabeza natural de esa ruptura. Perón respondió señalando públicamente a Vandor como "el enemigo principal" del peronismo y se movió para neutralizar el plan del líder metalúrgico. Primero le ordenó al secretario general de la CGT, José Alonso, expulsar de las 62 Organizaciones Peronistas a Vandor y los demás sindicatos vandoristas. Alonso creó entonces las 62 Organizaciones de Pie Junto a Perón (62 De Pie), pero Vandor respondió creando las 62 Organizaciones Leales a Perón (62 Leales) y removiendo a Alonso de su cargo de secretario general de la CGT.   
A partir del golpe de Estado del 26 de junio de 1966 que derrocó al gobierno de Arturo Illia, Vandor buscó acercarse al gobierno militar con el fin de consolidar su poder en la CGT, complicada por la oposición de las 62 De Pie (ortodoxos). Con ese apoyo logró que el gobierno declarara ilegal el Congreso de la CGT de marzo de 1968 que eligió a Raimundo Ongaro y que en cambio fuera convalidado el Congreso que eligió a Vicente Roqué (molineros), del corazón del vandorismo. De ese modo la CGT se dividió en CGT de los Argentinos y CGT-Azopardo, vandorista.
Pero a partir de ese momento una parte del sindicalismo vandorista se pasó a las filas del "participacionismo", una nueva corriente sindical auspiciada desde la dictadura que supeditaba completamente el sindicalismo al Estado. 
En 1969, la Revolución Argentina parecía fortalecerse debido a sus buenos resultados macroeconómicos. Dispuesto a profundizar el proceso la dictadura dio orden de dar prioridad al participacionismo sobre el vandorismo. Vandor no aceptó incorporarse al participacionismo y en marzo de 1969 decidió romper sus lazos con el gobierno militar:

Visiblemente, se han roto los lazos entre Vandor y San Sebastián que permitían sospechar un arreglo negociado de la impasse cegetista; ahora el Secretario sigue escrupulosamente la orden superior: que las organizaciones "se subordinen a la jerarquía revolucionaria".

El 28 de marzo el mismísimo Onganía anunció que la Revolución Argentina entraba en la etapa "del tiempo social" y la estructuración de un nuevo Estado basado en los principios del "participacionismo" y del "comunitarismo", incluyendo en su discurso un frase relacionada con los sindicatos ("ya estamos en condiciones de exigir el ordenamiento definitivo de las fuerzas del trabajo"), que fue difundido por la prensa como un "ultimátum contra Vandor" y su pretensión de "negociar" con la dictadura, en lugar de "someterse".
Arrinconado, Vandor buscó acercarse nuevamente a Perón. En abril, tres meses antes de su asesinato, Vandor volvió a entrevistarse con el líder justicialista para ponerse a sus órdenes. El mismo Perón contó que fue en ese momento que le transmitió su famosa advertencia:

Yo le dije: 'A usted lo matan: se ha metido en un lío. Lo matan unos o lo matan otros', porque él había aceptado dinero de la embajada norteamericana y creía que se los iba a fumar a los de la CIA. ¡Hágame el favor…! Ahora usted está entre la espada y la pared. Si usted le falla al Movimiento, el Movimiento lo mata; y si usted le falla a los norteamericanos, la CIA lo mata…'. Me acuerdo que lloró.
Juan Domingo Perón

## Asesinato

### Los hechos
El 30 de junio de 1969 Vandor fue asesinado en su despacho. Un grupo de cinco persona a cara descubierta, entraron a la sede de la Unión Obrera Metalúrgica, en calle La Rioja al 1900 de la ciudad de Buenos Aires, atravesaron todo el edificio, superando a los custodios del sindicato, revisaron las oficinas, subieron al primer piso y cuando llegaron al despacho del líder metalúrgico le dispararon cinco veces en el pecho, para luego escaparse sin inconvenientes. En su escape los autores dejaron una bomba de trotil que al explotar destruyó parte del edificio.

### Reacción del Estado e investigación judicial
Como reacción ante al asesinato El 4 de julio, el gobierno clausuró el periódico de la CGT de los Argentinos, dirigido por Rodolfo Walsh, e intervino la mayoría de sus sindicatos, deteniendo a gran cantidad de personas, entre ellas a su secretario general Raimundo Ongaro, acusado de complicidad en el asesinato de Vandor. Pero la investigación no avanzó y el expediente fue cerrado por el juez Alberto Chiodi en 1972 sin procesados y sin resolver el caso.
El periodista Fabián Bosoer llamó la atención sobre ese "magnicidio que nadie quiso terminar de esclarecer":

Fueran quienes fuesen los instigadores y ejecutores, lo que más sigue llamando la atención es la impunidad con la que los victimarios hicieron su faena, con una destreza y una sangre fría notables; a cara descubierta.

### Adjudicación
Dos años después del asesinato, el 7 de febrero de 1971, los medios de comunicación recibieron una nota en la cual una organización autodenominada Ejército Nacional Revolucionario (ENR) se adjudicó el crimen, denominándolo "Operativo Judas".

### Interpretaciones
Para Eugenio Méndez esa agrupación estaba conducida por Rodolfo Walsh y la integraba Raimundo Villaflor y habría matado a José Alonso además de Vandor. Otros autores, como Richard Gillespie, Felipe Pigna, Eduardo Zamorano, y Abelardo Ramos, atribuyen el asesinato al grupo "Descamisados", de Dardo Cabo, luego absorbido por Montoneros. Años después, en el periódico El Descamisado, dirigido por Cabo, se publicaría otra versión del asesinato. El excombatiente de Montoneros José Amorín afirmó que la operación era demasiado compleja para una organización recién formada como Descamisados y sostuvo que los autores eran en su mayoría de la CGT de los Argentinos. Una versión recogida por un periodista en la Unión Obrera Metalúrgica el día del hecho indicaba que Vandor había reconocido a uno de los autores y lo había saludado diciendo: “Hola, Cóndor”. Dardo Cabo había protagonizado años antes el Operativo Cóndor, consistente en el secuestro de un avión y aterrizaje posterior en las Islas Malvinas.